# Labarthète
Pour les articles homonymes, voir Labarthète.
Labarthète (La Barteta en gascon) est une commune française située dans l'ouest du département du Gers en région Occitanie. Sur le plan historique et culturel, la commune est dans le pays de Rivière-Basse, un territoire qui s’allonge dans la moyenne vallée de l’Adour, à l’endroit où le fleuve marque un coude entre Bigorre et Gers.
Exposée à un climat océanique altéré, elle est drainée par le Saget, le Barry, le Saint-Pot, le ruisseau Claquessot et par divers autres petits cours d'eau.
Labarthète est une commune rurale qui compte 146 habitants en 2022, après avoir connu un pic de population de 470 habitants en 1831. .

## Géographie

### Communes limitrophes
Les communes limitrophes sont  Aurensan, Corneillan, Lannux, Saint-Mont et Viella.
|          | Corneillan |            |
| Lannux   | Labarthète | Saint-Mont |
| Aurensan | Viella     |            |

### Géologie et relief
La superficie de la commune est de 1 109 hectares ; son altitude varie de 99  à   233 mètres.
Labarthète se situe en zone de sismicité 2 (sismicité faible).

### Hydrographie

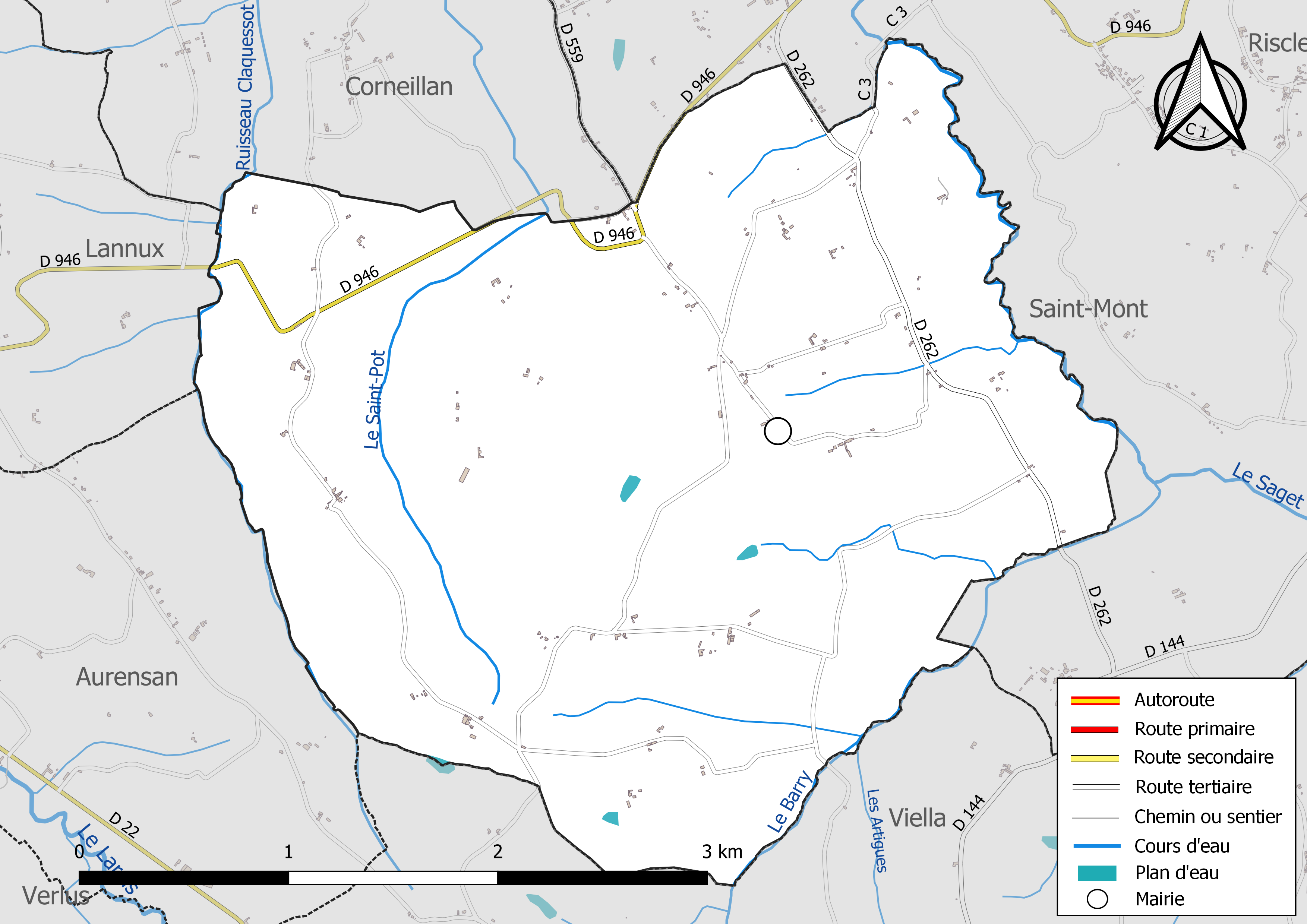
Réseaux hydrographique et routier de Labarthète.

La commune est dans le bassin de l'Adour, au sein du bassin hydrographique Adour-Garonne. Elle est drainée par le Saget, le Barry, le Saint-Pot, le ruisseau Claquessot et par divers petits cours d'eau, qui constituent un réseau hydrographique de 12 km de longueur totale,.
Le Saget, d'une longueur totale de 18,7 km, prend sa source dans la commune de Crouseilles et s'écoule vers le nord. Il traverse la commune et se jette dans l'Adour à Saint-Mont, après avoir traversé 10 communes.

### Climat
Pour des articles plus généraux, voir Climat de l'Occitanie et Climat du Gers.
En 2010, le climat de la commune est de type climat méditerranéen altéré, selon une étude s'appuyant sur une série de données couvrant la période 1971-2000. En 2020, Météo-France publie une typologie des climats de la France métropolitaine dans laquelle la commune est dans une zone de transition entre le climat océanique et le climat océanique altéré et est dans la région climatique Aquitaine, Gascogne, caractérisée par une pluviométrie abondante au printemps, modérée en automne, un faible ensoleillement au printemps, un été chaud (19,5 °C), des vents faibles, des brouillards fréquents en automne et en hiver et des orages fréquents en été (15 à 20 jours).
Pour la période 1971-2000, la température annuelle moyenne est de 13,5 °C, avec une amplitude thermique annuelle de 14,7 °C. Le cumul annuel moyen de précipitations est de 1 020 mm, avec 11,5 jours de précipitations en janvier et 7,3 jours en juillet. Pour la période 1991-2020, la température moyenne annuelle observée sur la station météorologique la plus proche, située sur la commune de Maumusson-Laguian à 5 km à vol d'oiseau, est de 14,1 °C et le cumul annuel moyen de précipitations est de 1 021,5 mm,. Pour l'avenir, les paramètres climatiques de la commune estimés pour 2050 selon différents scénarios d'émission de gaz à effet de serre sont consultables sur un site dédié publié par Météo-France en novembre 2022.

### Milieux naturels et biodiversité
Aucun espace naturel présentant un intérêt patrimonial n'est recensé sur la commune dans l'inventaire national du patrimoine naturel,,.

## Urbanisme

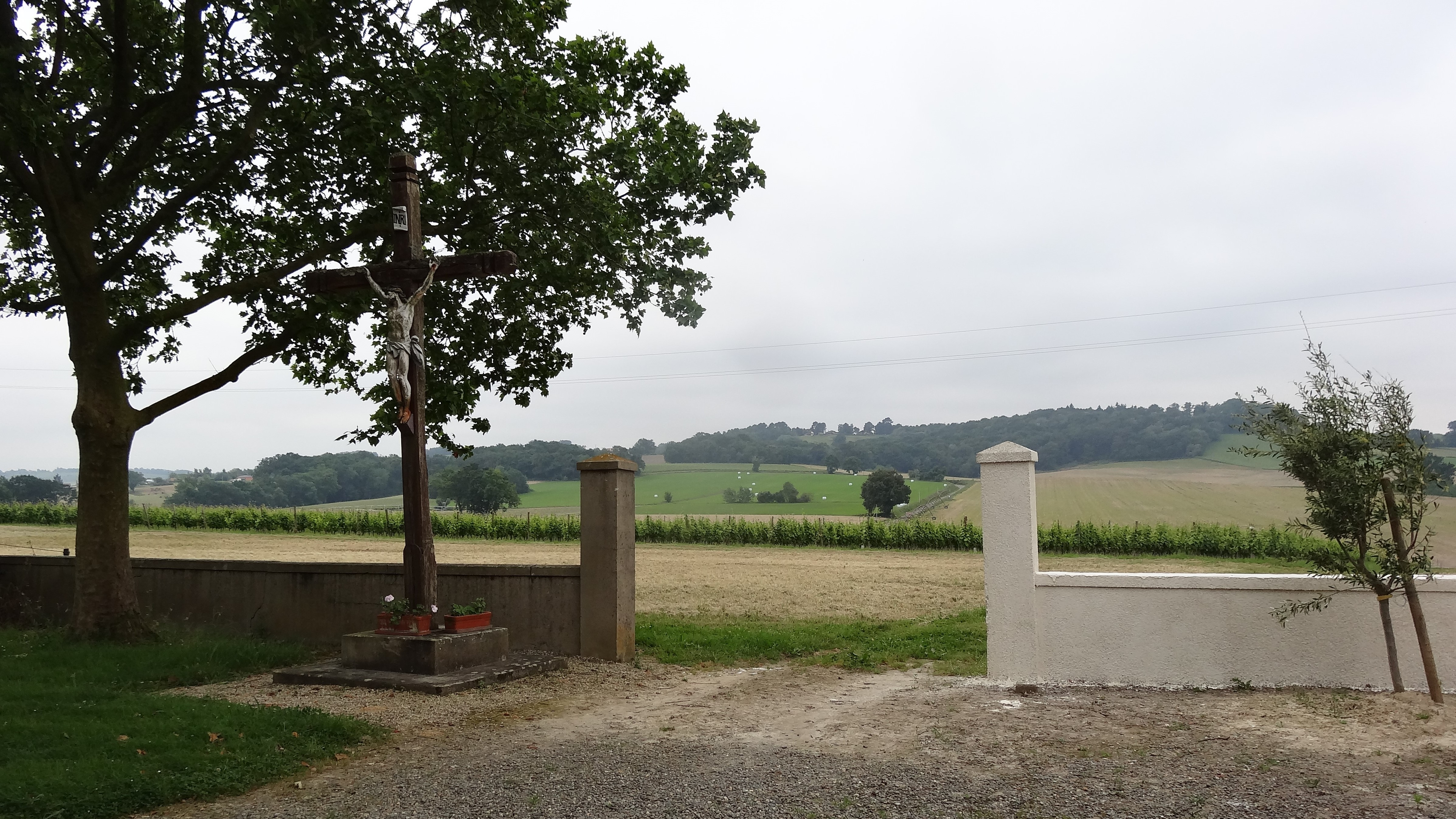
Point de vue sur les vignes depuis le village. La commune s'inscrit dans un cadre rural.

### Typologie
Au 1er janvier 2024, Labarthète est catégorisée commune rurale à habitat très dispersé, selon la nouvelle grille communale de densité à sept niveaux définie par l'Insee en 2022.
Elle est située hors unité urbaine et hors attraction des villes,.

### Occupation des sols
L'occupation des sols de la commune, telle qu'elle ressort de la base de données européenne d’occupation biophysique des sols Corine Land Cover (CLC), est marquée par l'importance des territoires agricoles (85,7 % en 2018), une proportion identique à celle de 1990 (85,7 %). La répartition détaillée en 2018 est la suivante : 
terres arables (48,2 %), zones agricoles hétérogènes (28,7 %), forêts (14,3 %), prairies (7,5 %), cultures permanentes (1,3 %). L'évolution de l’occupation des sols de la commune et de ses infrastructures peut être observée sur les différentes représentations cartographiques du territoire : la carte de Cassini (XVIIIe siècle), la carte d'état-major (1820-1866) et les cartes ou photos aériennes de l'IGN pour la période actuelle (1950 à aujourd'hui).

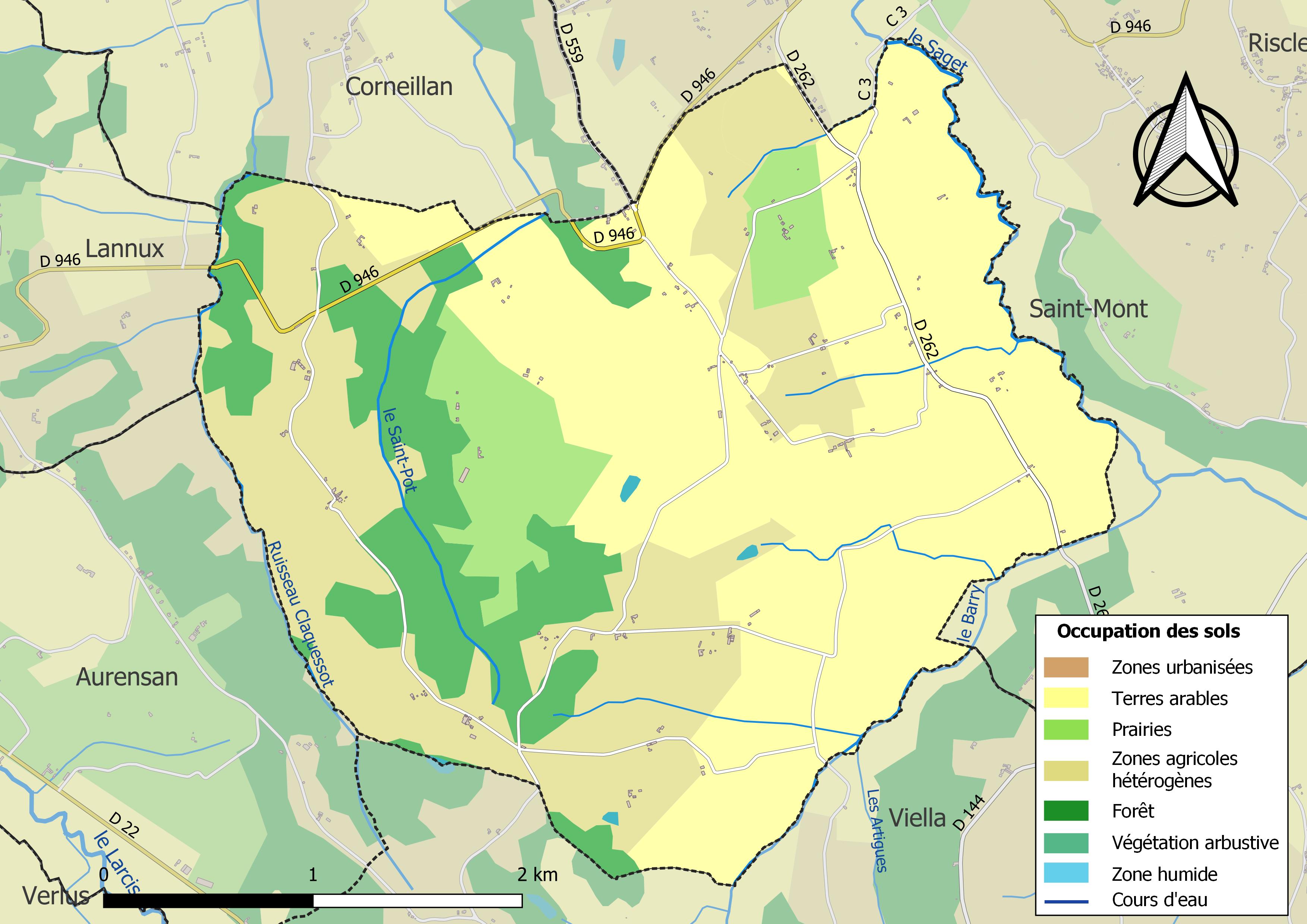
Carte des infrastructures et de l'occupation des sols de la commune en 2018 (CLC).

### Voies de communication et transports

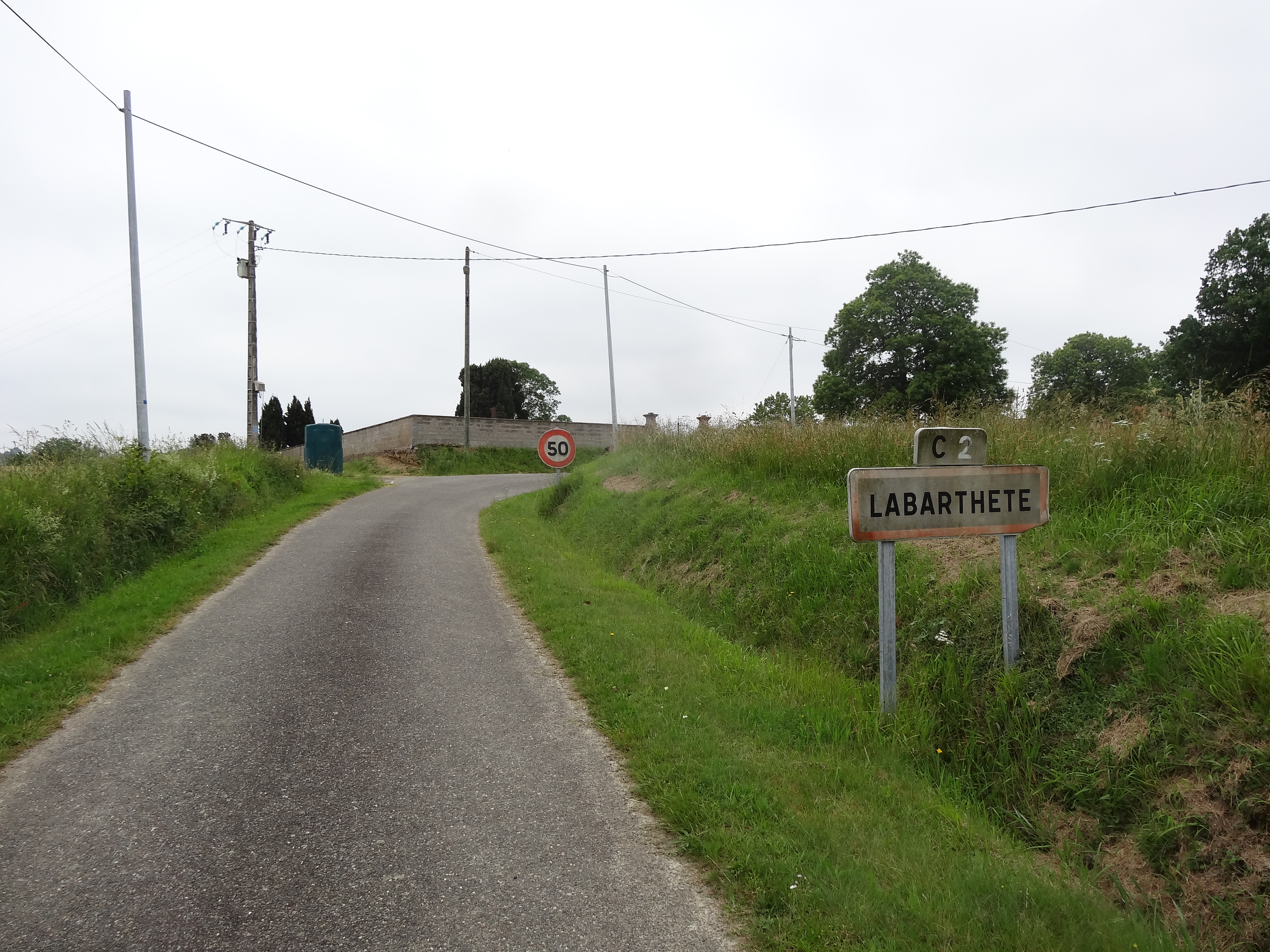
Entrée est avec le cimetière en arrière-plan.

### Risques majeurs
Le territoire de la commune de Labarthète est vulnérable à différents aléas naturels : météorologiques (tempête, orage, neige, grand froid, canicule ou sécheresse) et séisme (sismicité faible). Un site publié par le BRGM permet d'évaluer simplement et rapidement les risques d'un bien localisé soit par son adresse soit par le numéro de sa parcelle.

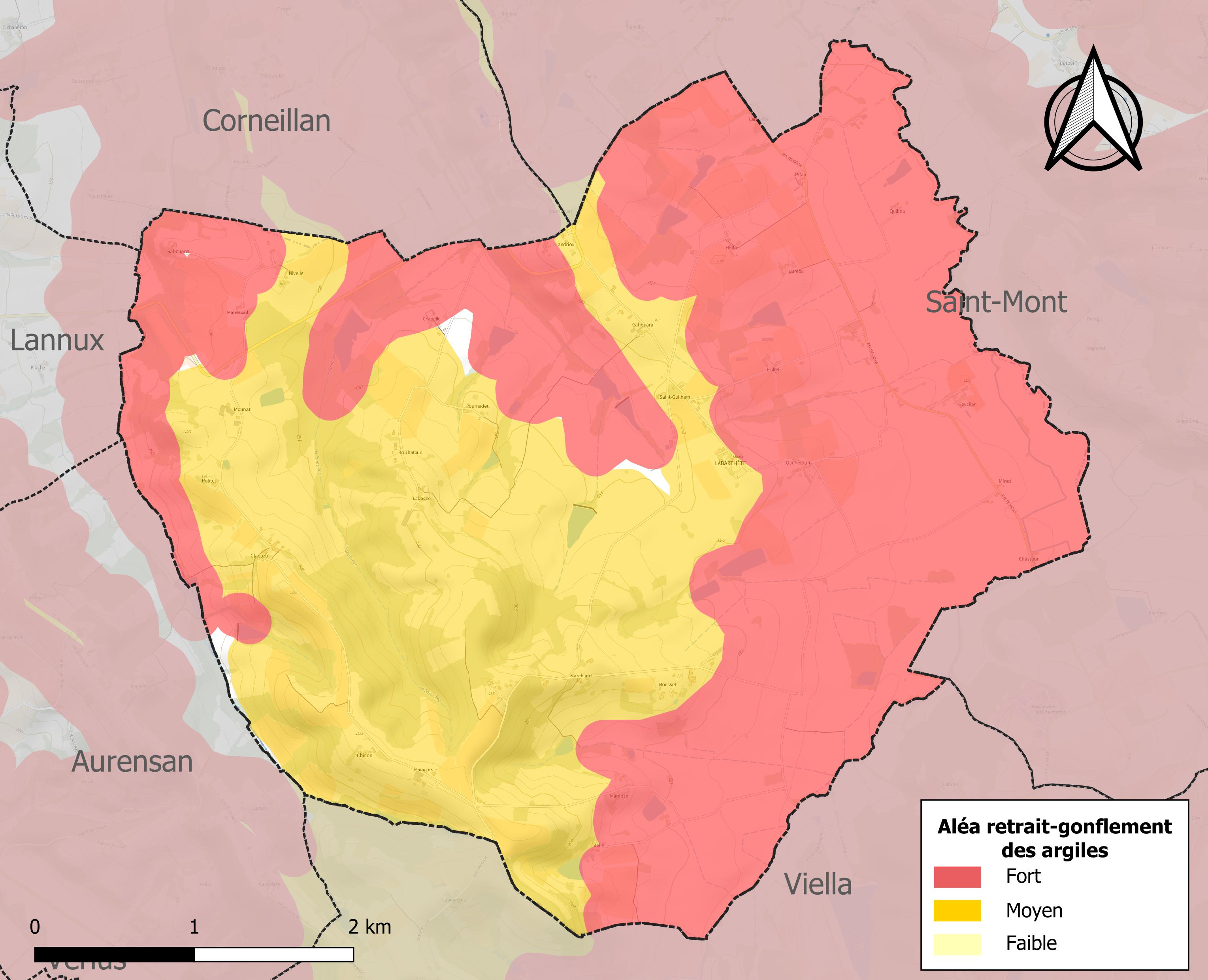
Carte des zones d'aléa retrait-gonflement des sols argileux de Labarthète.

Le retrait-gonflement des sols argileux est susceptible d'engendrer des dommages importants aux bâtiments en cas d’alternance de périodes de sécheresse et de pluie. 99,4 % de la superficie communale est en aléa moyen ou fort (94,5 % au niveau départemental et 48,5 % au niveau national). Sur les 86 bâtiments dénombrés sur la commune en 2019, 85 sont en aléa moyen ou fort, soit 99 %, à comparer aux 93 % au niveau départemental et 54 % au niveau national. Une cartographie de l'exposition du territoire national au retrait gonflement des sols argileux est disponible sur le site du BRGM,.
Par ailleurs, afin de mieux appréhender le risque d’affaissement de terrain, l'inventaire national des cavités souterraines permet de localiser celles situées sur la commune.
La commune a été reconnue en état de catastrophe naturelle au titre des dommages causés par les inondations et coulées de boue survenues en 1999, 2007 et 2009. Concernant les mouvements de terrains, la commune a été reconnue en état de catastrophe naturelle au titre des dommages causés par la sécheresse en 1989 et 2017 et par des mouvements de terrain en 1999.

## Toponymie
Labarthète  vient du gascon barta, signifiant « terrain couvert de broussailles », suivi d'un diminutif et au féminin. Le nom gascon est La Barteta.[réf. nécessaire]

## Politique et administration

### Liste des maires

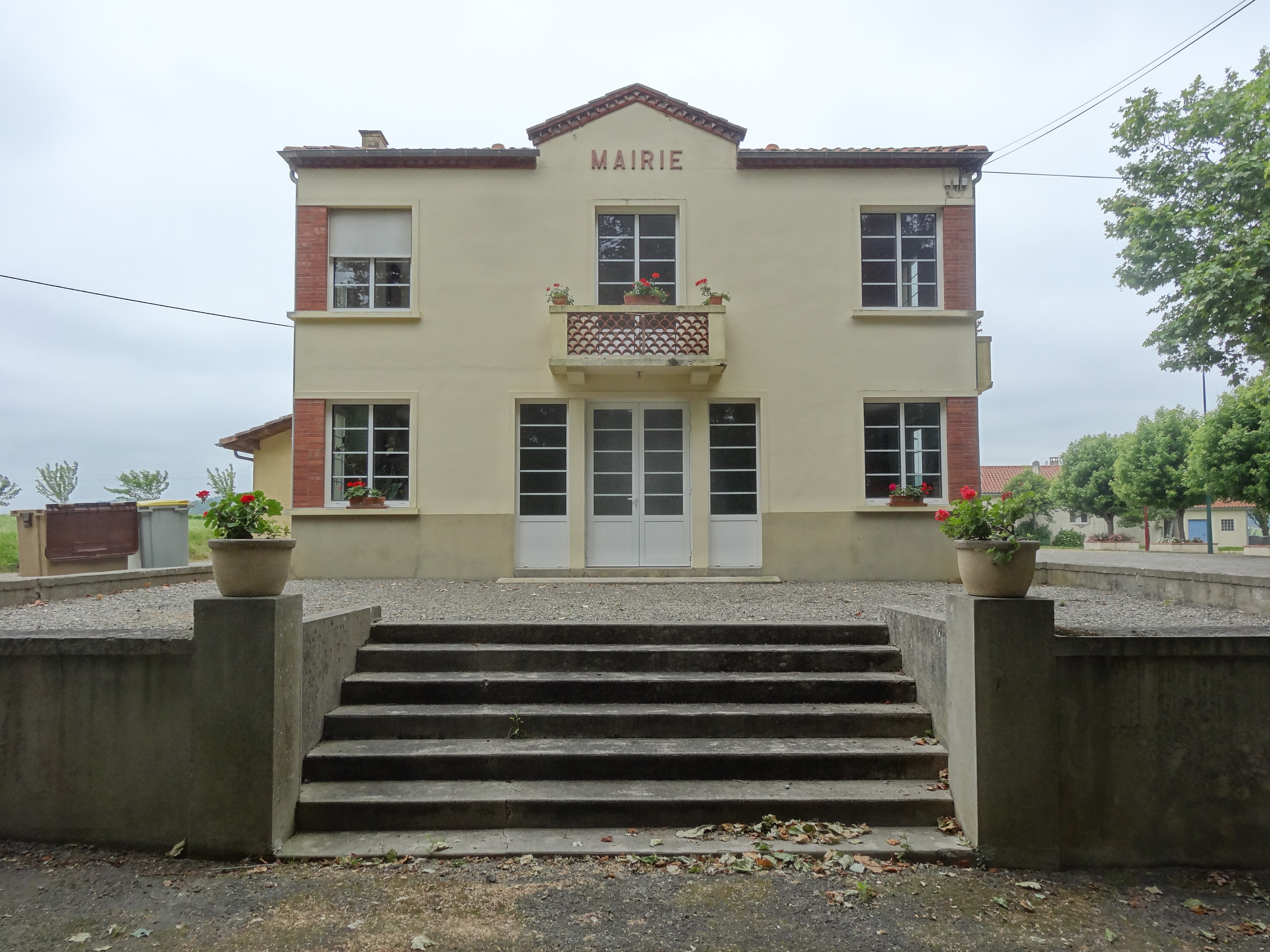
La mairie.

| Période                                  | Période  | Identité       | Étiquette | Qualité     |
| ---------------------------------------- | -------- | -------------- | --------- | ----------- |
| mars 2001                                | En cours | Philippe Dufau | PS        | Agriculteur |
| Les données manquantes sont à compléter. |          |                |           |             |

## Population et société

### Démographie
| 1793 | 1800 | 1806 | 1821 | 1831 | 1841 | 1846 | 1851 | 1856 |
| ---- | ---- | ---- | ---- | ---- | ---- | ---- | ---- | ---- |
| 114  | 120  | 153  | 159  | 470  | 413  | 446  | 419  | 379  |

| 1861 | 1866 | 1872 | 1876 | 1881 | 1886 | 1891 | 1896 | 1901 |
| ---- | ---- | ---- | ---- | ---- | ---- | ---- | ---- | ---- |
| 391  | 370  | 367  | 396  | 405  | 403  | 411  | 405  | 402  |

| 1906 | 1911 | 1921 | 1926 | 1931 | 1936 | 1946 | 1954 | 1962 |
| ---- | ---- | ---- | ---- | ---- | ---- | ---- | ---- | ---- |
| 350  | 330  | 261  | 265  | 259  | 249  | 234  | 196  | 198  |

| 1968 | 1975 | 1982 | 1990 | 1999 | 2005 | 2006 | 2010 | 2015 |
| ---- | ---- | ---- | ---- | ---- | ---- | ---- | ---- | ---- |
| 205  | 151  | 154  | 150  | 137  | 142  | 145  | 147  | 141  |

| 2020 | 2022 | - | - | - | - | - | - | - |
| ---- | ---- | - | - | - | - | - | - | - |
| 141  | 146  | - | - | - | - | - | - | - |

### Enseignement
Les écoles sont à Viella et Saint-Mont. Le collège se situe à Riscle.

### Manifestations culturelles et festivités

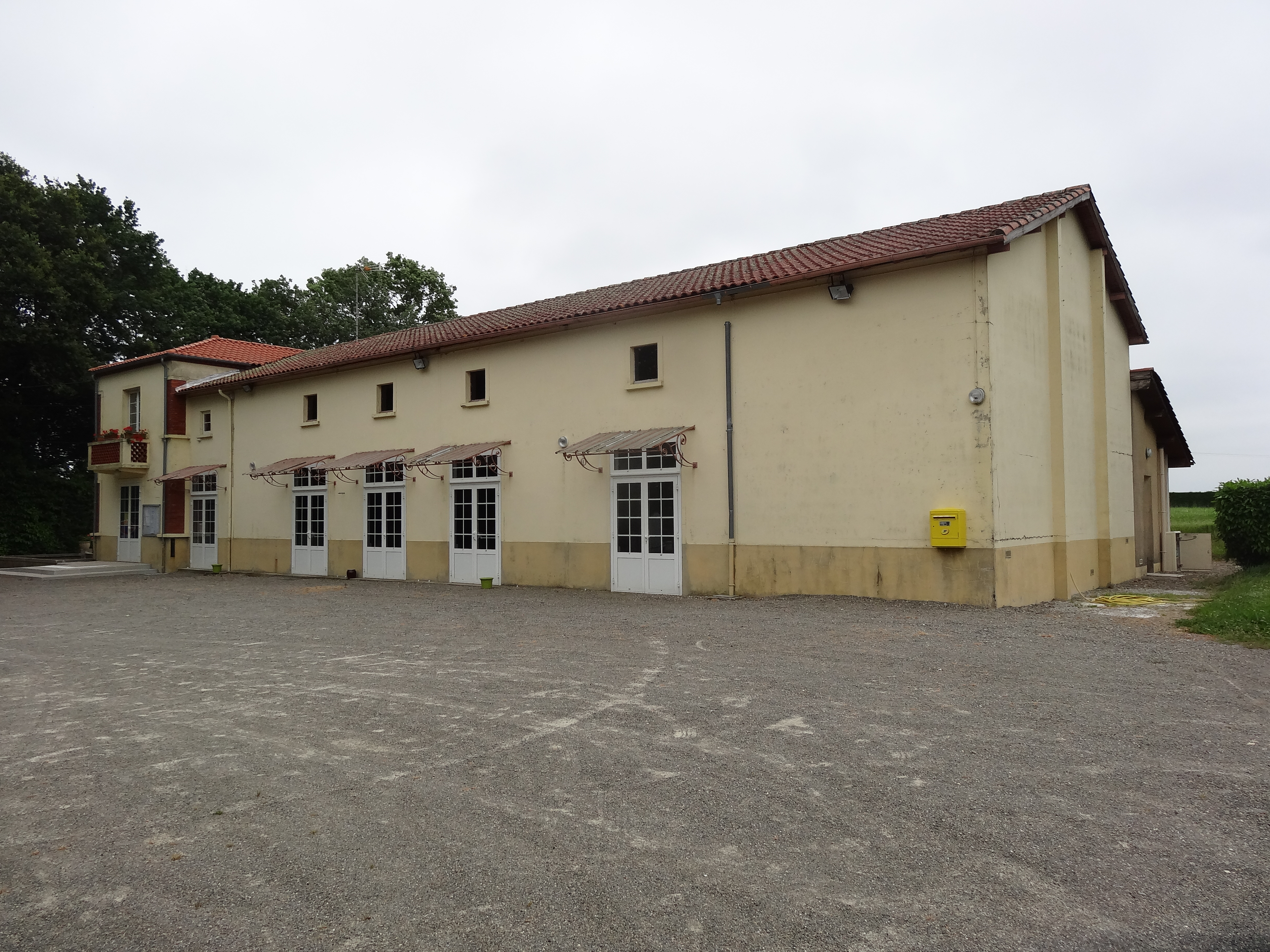
La salle des fêtes.

## Économie

### Emploi
|                | 2008  | 2013  | 2018  |
| -------------- | ----- | ----- | ----- |
| Commune        | 7,3 % | 2,4 % | 6,9 % |
| Département    | 6,1 % | 7,5 % | 8,2 % |
| France entière | 8,3 % | 10 %  | 10 %  |

En 2018, la population âgée de 15 à 64 ans s'élève à 86 personnes, parmi lesquelles on compte 82,8 % d'actifs (75,9 % ayant un emploi et 6,9 % de chômeurs) et 17,2 % d'inactifs,. En  2018, le taux de chômage communal (au sens du recensement) des 15-64 ans est inférieur à celui de la France et département, alors qu'en 2008 il était supérieur à celui du département et inférieur à celui de la France.
La commune est hors attraction des villes,. Elle compte 51 emplois en 2018, contre 53 en 2013 et 31 en 2008. Le nombre d'actifs ayant un emploi résidant dans la commune est de 68, soit un indicateur de concentration d'emploi de 75,3 % et un taux d'activité parmi les 15 ans ou plus de 62,2 %.
Sur ces 68 actifs de 15 ans ou plus ayant un emploi, 31 travaillent dans la commune, soit 46 % des habitants. Pour se rendre au travail, 82,4 % des habitants utilisent un véhicule personnel ou de fonction à quatre roues, 10,3 % s'y rendent en deux-roues, à vélo ou à pied et 7,4 % n'ont pas besoin de transport (travail au domicile).

### Activités hors agriculture
11 établissements sont implantés  à Labarthète au 31 décembre 2019.
Le secteur du commerce de gros et de détail, des transports, de l'hébergement et de la restauration est prépondérant sur la commune puisqu'il représente 36,4 % du nombre total d'établissements de la commune (4 sur les 11 entreprises implantées  à Labarthète), contre 27,7 % au niveau départemental.

### Agriculture
La commune est dans la Rivière Basse, une petite région agricole occupant une partie ouest du département du Gers. En 2020, l'orientation technico-économique de l'agriculture  sur la commune est la polyculture et/ou le polyélevage.
|               | 1988 | 2000 | 2010 | 2020 |
| ------------- | ---- | ---- | ---- | ---- |
| Exploitations | 27   | 20   | 20   | 17   |
| SAU (ha)      | 743  | 888  | 990  | 921  |

Le nombre d'exploitations agricoles en activité et ayant leur siège dans la commune est passé de 27 lors du recensement agricole de 1988  à 20 en 2000 puis à 20 en 2010 et enfin à 17 en 2020, soit une baisse de 37 % en 32 ans. Le même mouvement est observé à l'échelle du département qui a perdu pendant cette période 51 % de ses exploitations,. La surface agricole utilisée sur la commune a quant à elle augmenté, passant de 743 ha en 1988 à 921 ha en 2020. Parallèlement la surface agricole utilisée moyenne par exploitation a augmenté, passant de 28 à 54 ha.

## Culture locale et patrimoine

### Lieux et monuments
L'église Saint-Barthélémy a été bâtie en 1865.

L'église Saint-Barthélémy
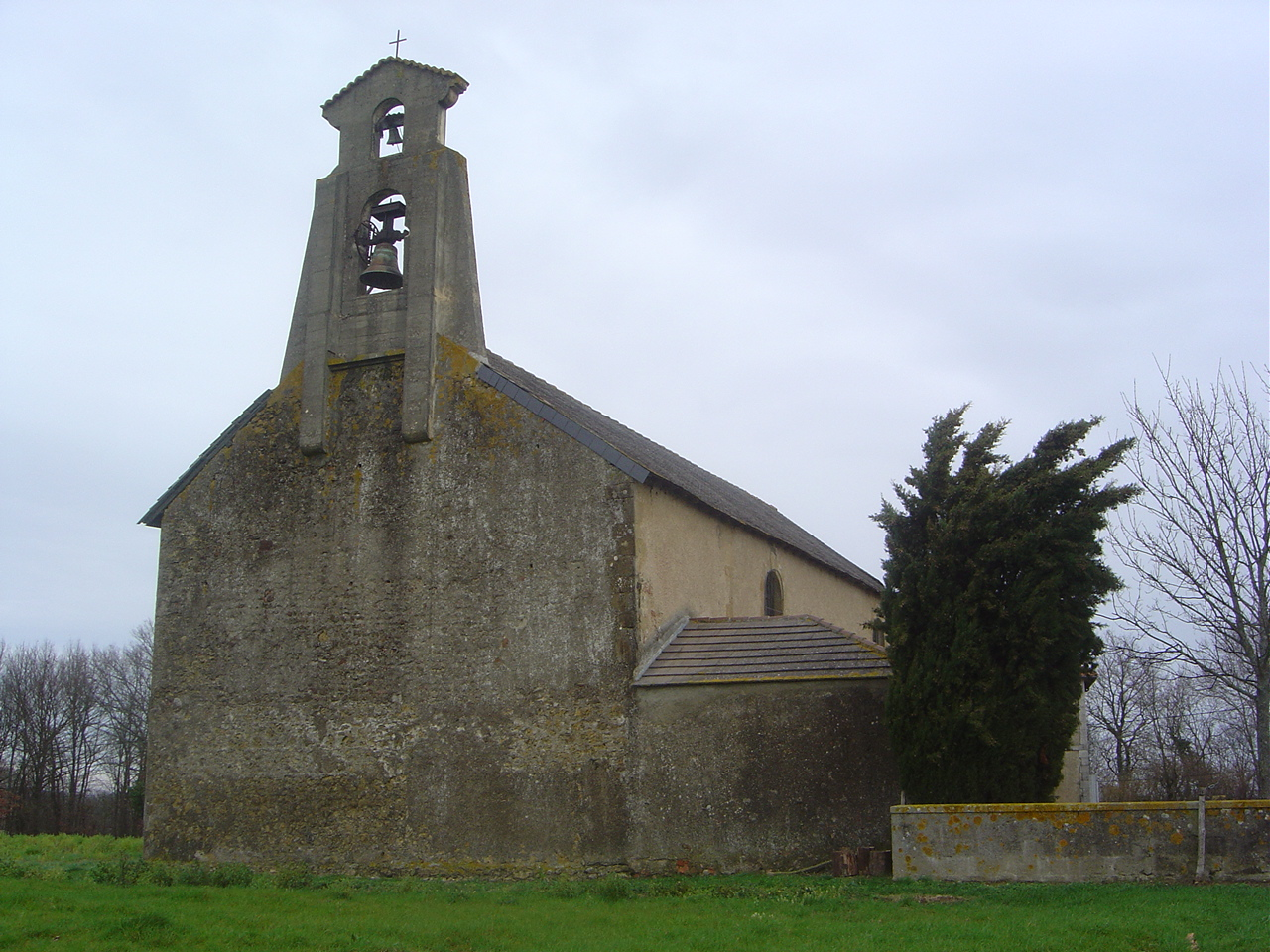
Le clocher-mur.
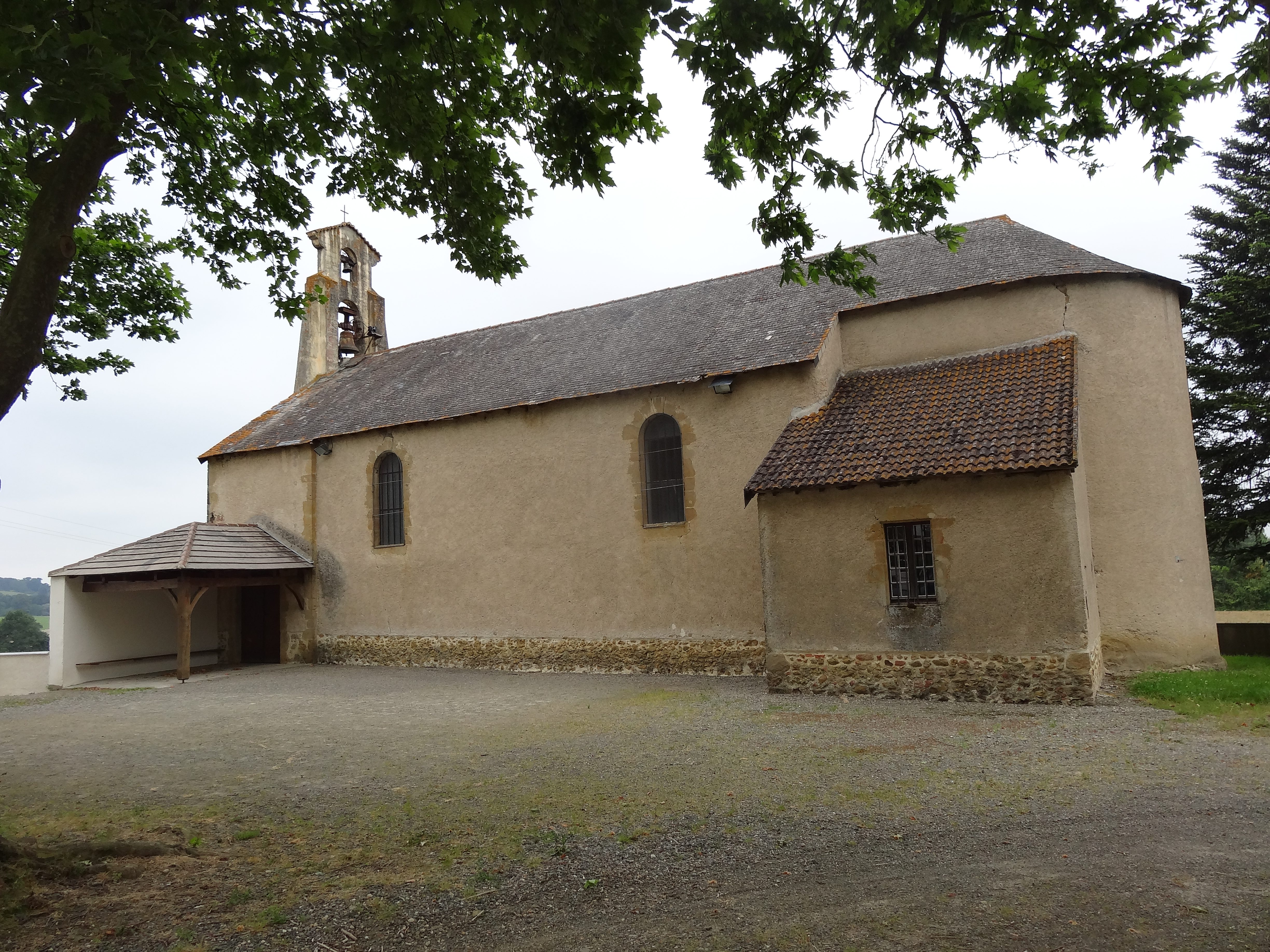
Aperçu sur le chevet et le porche.

Autres lieux et monuments
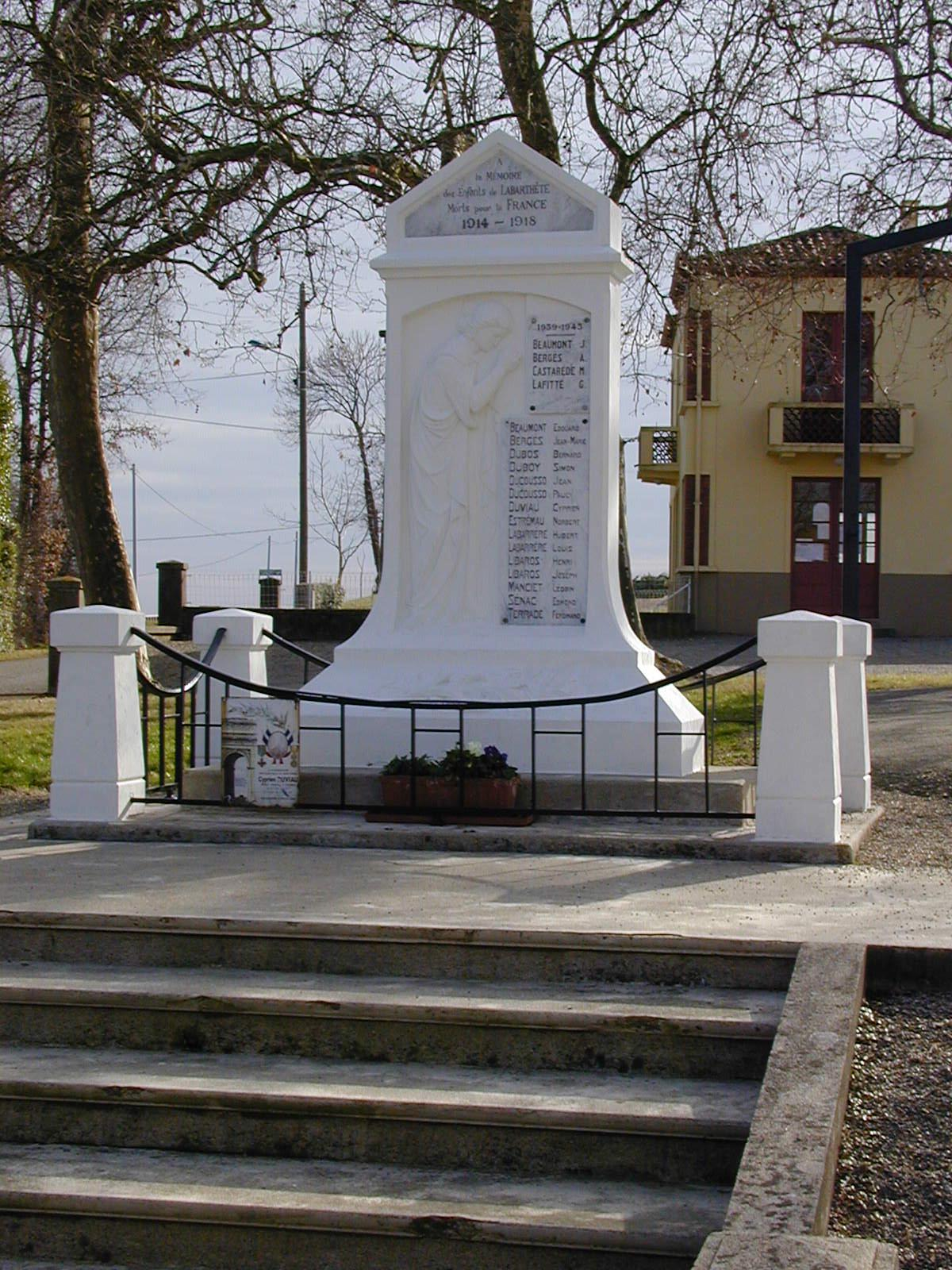
Le monument aux morts.
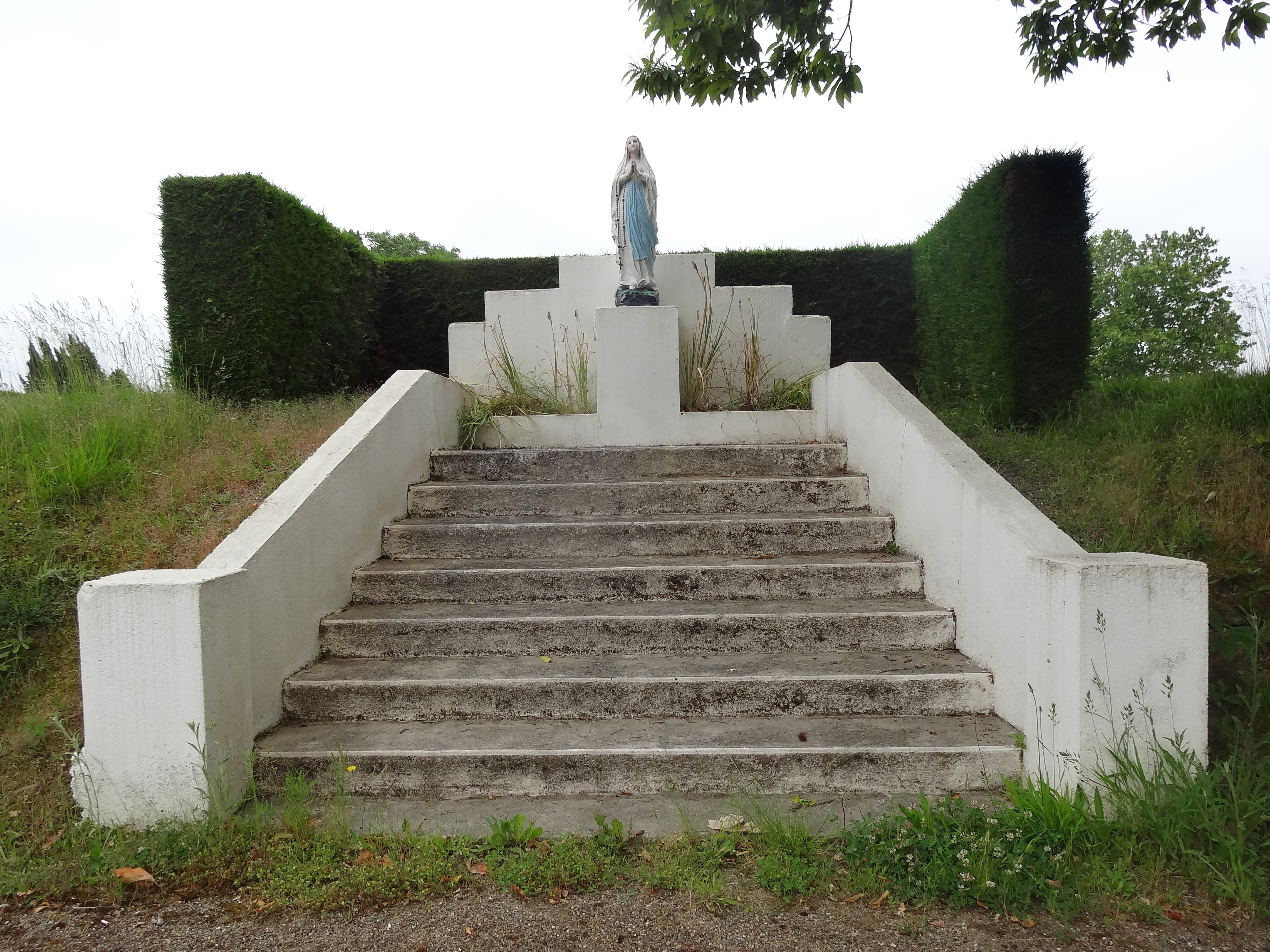
Statue de la Vierge Marie.
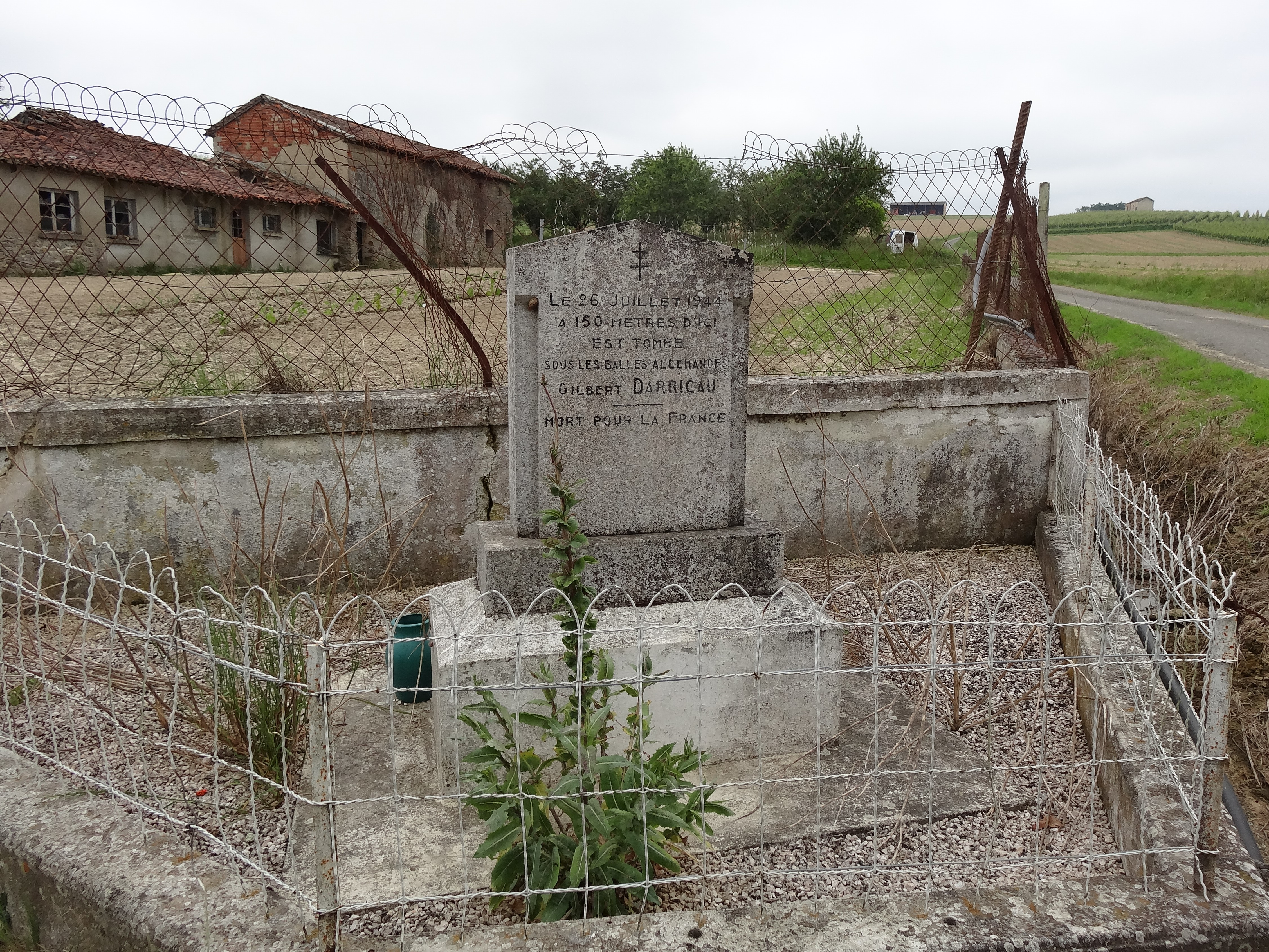
Stèle en hommage à un résistant, située au bord de la D262.
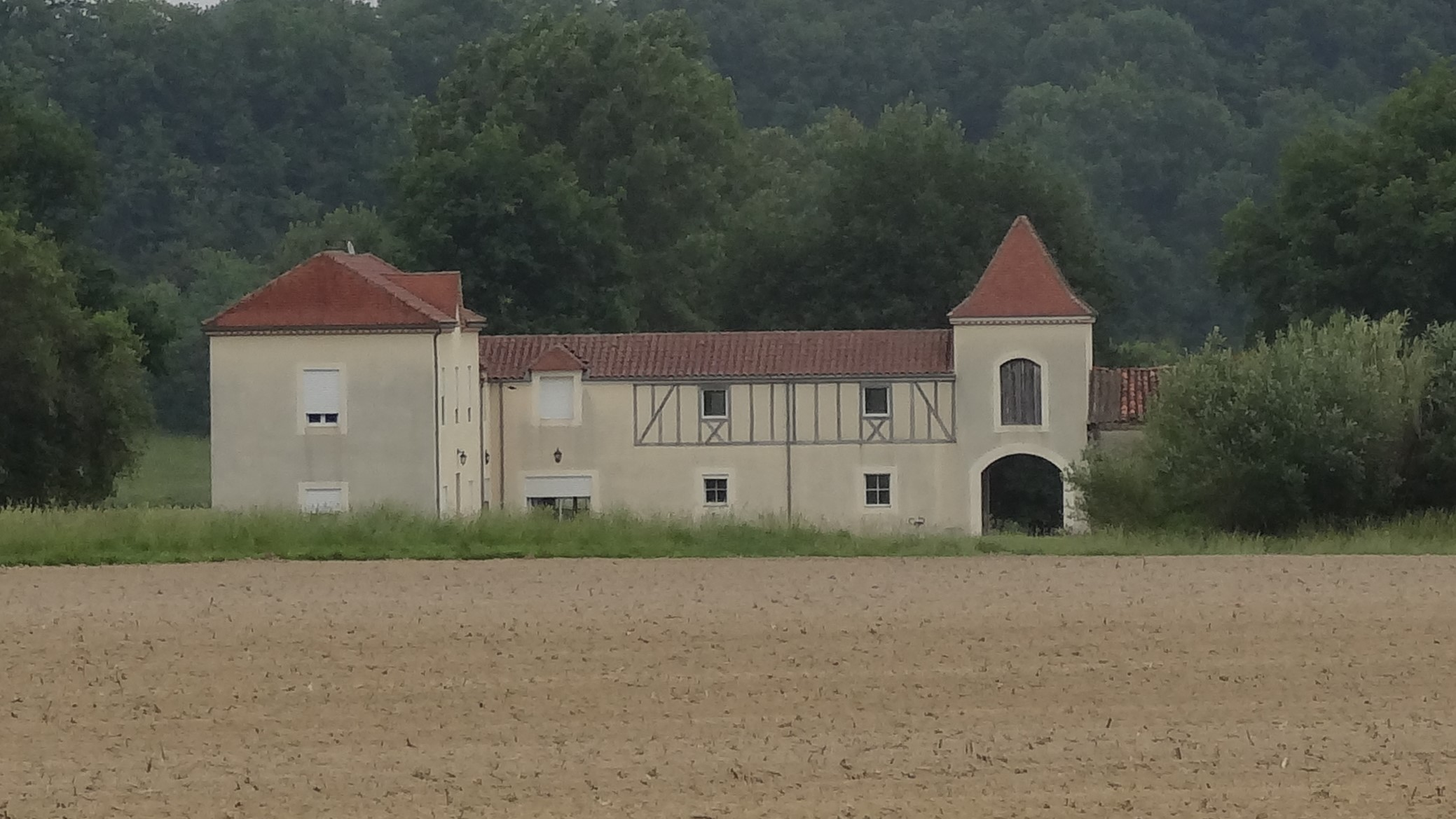
Domaine.